# Athena mit der Kreuzbandaegis
Als Athena mit der Kreuzbandaegis wird eine antike Statue der griechischen Göttin Athena bezeichnet, die um das Jahr 150 v. Chr. datiert wird und heute zur Antikensammlung Berlin (Inventarnummer AvP VII 22) gehört.

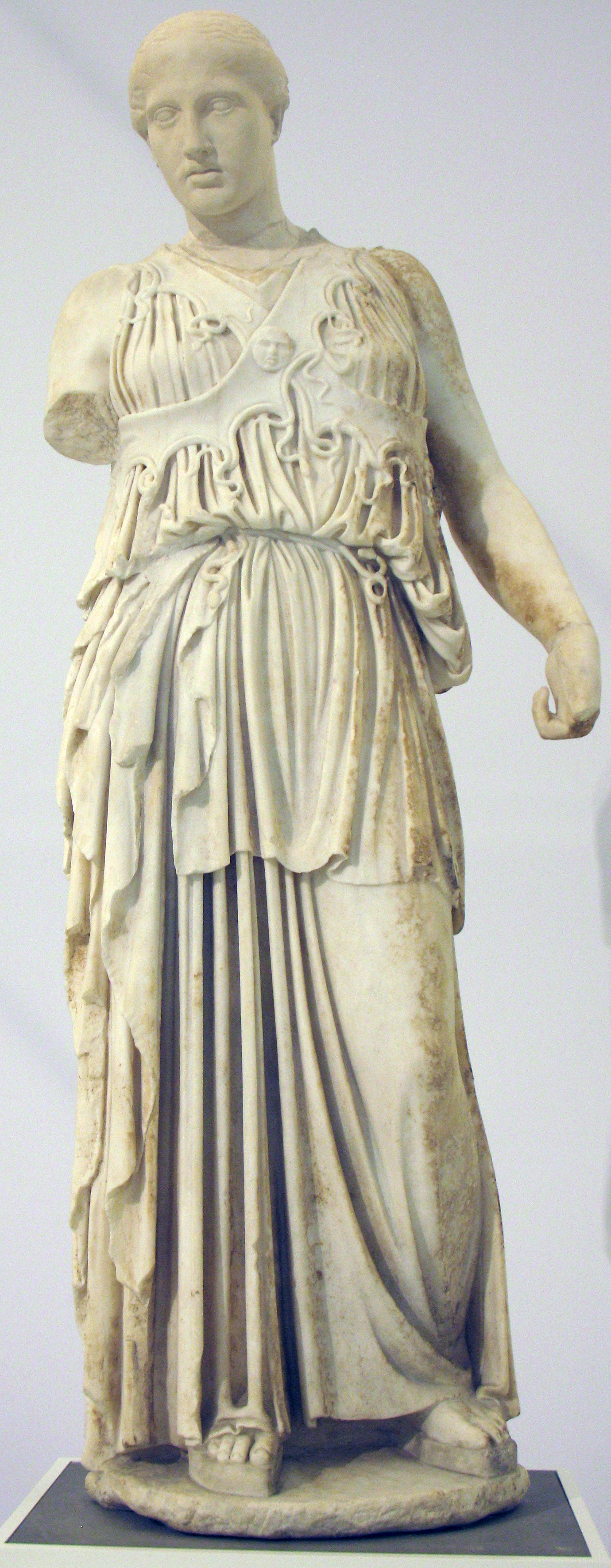
Athena mit der Kreuzbandaegis, Gesamtansicht

Die Athena mit der Kreuzbandaegis wurde 1880 bei den Ausgrabungen Carl Humanns im Bereich der westlich an die Nordstoa angrenzenden Räume des Athenaheiligtums in Pergamon nahe der Frau aus Pergamon gefunden. Hier vermutet man die Kunstsammlung (museion) der pergamenischen Herrscher. Als man die heute 1,87 Meter hohe Statue fand, waren noch Farbreste der Bemalung erhalten. So trug die Aegis stellenweise hellblaue Farbe, weitere Teile der Aegis schimmerten blau. Die Schlangen zeigten rote Spuren, auch am Saum fanden sich noch Farbspuren. Heute sind die Farben kaum noch wahrnehmbar, nur das aufgemalte Wellenband an den Sohlen ist gut sichtbar. Die Statue ist in weiten Teilen ohne größere Fehlstellen erhalten, einzig der rechte Arm fehlt und einige der Gewandfalten sind beschlagen. Der linke Arm ist aus mehreren Fragmenten zusammengesetzt. Der Kopf wurde erst mehrere Monate nach dem Körper gefunden und ist weitaus stärker korrodiert als die übrige Statue. Er war als Einsatzkopf gearbeitet. Heute ist er als Beutekunst in Russland verschollen und durch einen Gipsabguss ersetzt worden.
Athena trägt einen gegürteten dorischen Peplos, der ihre Arme frei lässt und in einem doppelten Überschlag bis auf die Hüfte herab fällt. Insbesondere an der offenen rechten Seite entstehen dadurch elegant fließende Falten. Die ungewöhnliche, gekreuzte Form der Aegis ist für die Statue namengebend. Sie wird aus zwei schmalen, unter den Armen durchgeführten Streifen gebildet, die sich sowohl vor der Brust, wo die Brüste eingeschlossen werden, als auch am Rücken kreuzen. Wahrscheinlich sollen die Streifen Fell imitieren. An der Unterseite der Streifen bildet die Aegis kleine Bögen, aus denen kleine Schlangen, jeweils ein Kopf und ein Schlangenende, wachsen. Sie sind teils in freiem Relief gearbeitet, winden sich, verknoten oder verschlingen sich. Das Haar verläuft in sanften Wellen. Es ist aus dem Gesicht nach hinten gestrichen und am Hinterkopf zu einem Knoten zusammengefasst. Auf der Brust findet sich am Kreuzungspunkt der Aegisstreifen ein Unheil abwehrendes Gorgoneion, das wie eine Brosche wirkt. Am Ansatz des fehlenden rechten Arms kann man erkennen, dass dieser angewinkelt gewesen sein muss. Da auch der Kopf leicht nach rechts und nach unten geneigt ist, wurde vermutet, dass die Göttin eine Nike in der Hand hielt, andere Forscher vermuten eine Lanze oder etwas anderes. In der linken Hand lag möglicherweise eine Lanze, vielleicht auch ein Helm, was von manchen Archäologen vehement bestritten wird.
Die Statue orientiert sich an hochklassischen Vorbildern aus der Zeit um 430/20 v. Chr. Doch fehlen dem um 150 v. Chr. entstandenen hellenistischen Werk deren selbstzentrierte Harmonie und Ruhe. Die Haltung des Kopfes und des rechten Armes in Verbindung mit dem weit zurückgesetzten rechten Standbein vermitteln eine ruckartige Bewegtheit. Das linke Spielbein ist angewinkelt, das Knie recht weit nach vorn gestreckt. Auch in der Kleidung erkennt man diese gespannte Unruhe. In Komposition und Ausführung vereint sie das klassische Vorbild mit den Neuerungen des Hellenismus. Einzelheiten in der Gewandführung setzen die Kenntnis des Großen Frieses am Pergamonaltar voraus. Somit ist eine Verbindung zur Statue der Athena, die Myron auf Samos geschaffen hatte und deren Kopie manche Archäologen in dieser Statue sehen wollten, auch kaum herzustellen. Andere Archäologen vermuten, dass es sich bei der Athena mit der Kreuzbandaegis um eine Auftragsarbeit des pergamenischen Königshofes handelt, in der man in klassizistischer Weise die klassische Kunst, repräsentiert durch den Kopf, mit hellenistischen Formen, repräsentiert durch das Gewand, verbinden wollte.